# Ostatnie lato
Ostatnie lato – amerykańsko-brytyjski melodramat z 2000 roku na podstawie książki Williama Somerseta Maughama.

## Główne role
- Kristin Scott Thomas - Mary Panton
- Sean Penn - Rowley Flint
- Anne Bancroft - Księżna San Ferdinando
- James Fox - Sir Edgar Swift
- Jeremy Davies - Karl Richter
- Derek Jacobi - Lucky Leadbetter
- Massimo Ghini - Beppino Leopardi
- Dudley Sutton - Harold Atkinson
- Lorenza Indovina - Nina
- Roger Hammond - Colin Mackenzie
- Clive Merrison - Archibald Grey
- Linda Spurrier - Hilda Grey
- Ben Aris - Pułkownik Trail
- Anne Ridler - Lady Trail
- Ann Bell - Beryl Bryson
- Barbara Hicks - Lulu Good
- Gianfranco Barra - Peppino
- Gretchen Given - Isa Mackenzie

## Fabuła
Rok 1938. Młoda Angielka Mary Panton, po śmierci męża popada w długi. Dzięki pożyczce od znajomych spędza wakacje w okolicach Florencji. Tam poznaje bogatego dyplomatę, sir Edgara Swifta, ale jest on stary. Prosi ją o rękę, ale Mary jest zakłopotana. Nalega o kilka dni do namysłu. Swift wyjeżdża, ale zostawia kobiecie pistolet do samoobrony. Podczas jego nieobecności zaprzyjaźnia się z Rowleyem Flintem, ale odrzuca jego zaloty. Spędza noc z Karlem Richterem, studentem ASP. Kiedy daje do zrozumienia, że nie odwzajemnia jego uczuć, młodzieniec popełnia samobójstwo z pistoletu Swifta. Mary prosi Flinta o pomoc w ukryciu zwłok.